# Sitticus goricus
Sitticus goricus là một loài nhện trong họ Salticidae.
Loài này thuộc chi Sitticus. Sitticus goricus được Vladimir I. Ovtsharenko miêu tả năm 1978.